# Route nationale 376
Pour les articles homonymes, voir Route 376.
La route nationale 376 ou RN 376 était une route nationale française reliant Jutigny à Pont-sur-Yonne. À la suite de la réforme de 1972, elle a été déclassée en RD 412 en Seine-et-Marne et en RD 976 dans l'Yonne.

## Ancien tracé de Jutigny à Pont-sur-Yonne (D 412 et D 976)
- Jutigny (km 0)
- Les Ormes-sur-Voulzie (km 4)
- Bray-sur-Seine (km 10)
- Michery (km 21)
- Pont-sur-Yonne (km 25)